# Dodge SRT-4
De Dodge SRT-4 was een compacte sportwagen van het Amerikaanse merk Dodge die tussen 2003 en 2005 gebouwd werd. De SRT-4 was een variant van de eerdere Dodge Neon die getuned werd door Dodge' huistuner Street and Racing Technology, vandaar de naam SRT. De -4 wijst op het aantal cilinders van de turbogeladen 2,4 liter vier-in-lijnmotor. De SRT-4 was gericht op racing en het jongere publiek dat aangetrokken werd door soortgelijke Japanse modellen als de Toyota Celica.

## Productie

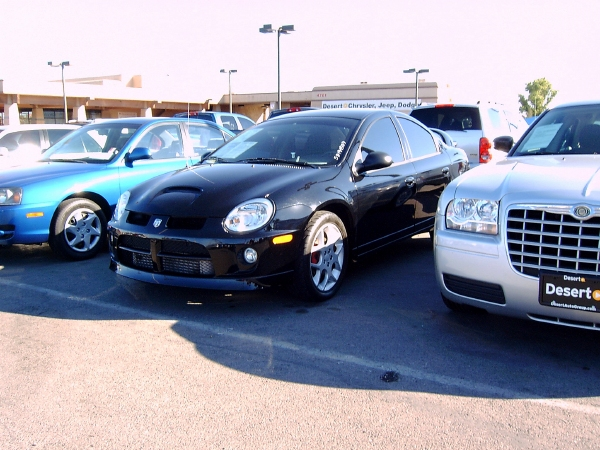
Dodge SRT-4

De Dodge SRT-4 was gebaseerd op en nauw verwant met de Dodge Neon uit 2000. Het prototype van de auto uit datzelfde jaar heette trouwens Neon SRT. De auto ging in productie bij Belvidere Assembly in Illinois (VS) en verschilde in veel opzichten van de Neon. De SRT-4 had een unieke sportieve carrosserie, grotere banden en onderhuids een 2,4 liter turbo I4. Ook de aandrijflijn, wielophanging, remsysteem, uitlaat en grotendeels het interieur verschilden. Wel werden de zetels overgenomen uit de Dodge Viper SRT-10.
In 2004 werd de SRT-4 verbeterd met meer vermogen en koppel, een koppelgevoelig sperdifferentieel, grotere brandstofinjectoren en banden en wijzigingen aan de uitrusting. In 2005 verscheen ook de ACR-American Club Racer-editie, de racevariant. Nog in 2005 verscheen de gelimiteerde Commemorative-editie met speciale afwerking. Hiervan werden 200 genummerde exemplaren gebouwd.

## Verkoop
Van de Dodge SRT-4 zouden oorspronkelijk zo'n 3000 stuks per jaar geproduceerd worden. In 2004 zou die productie echter 13.000 exemplaren gehaald hebben. De auto was ook vrij goedkoop voor een sportwagen - ongeveer USD 20.000 in 2003 - en was dan ook succesvol. Dankzij de nauwe verwantheid met de Neon werd ook winst gemaakt op het model.